# Distrito fitogeográfico chaqueño serrano

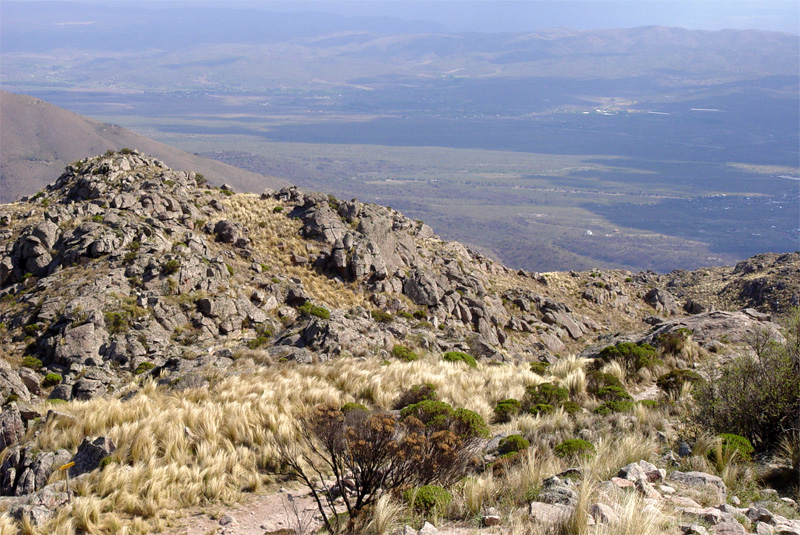
Pastizal de altura en el cerro Uritorco.

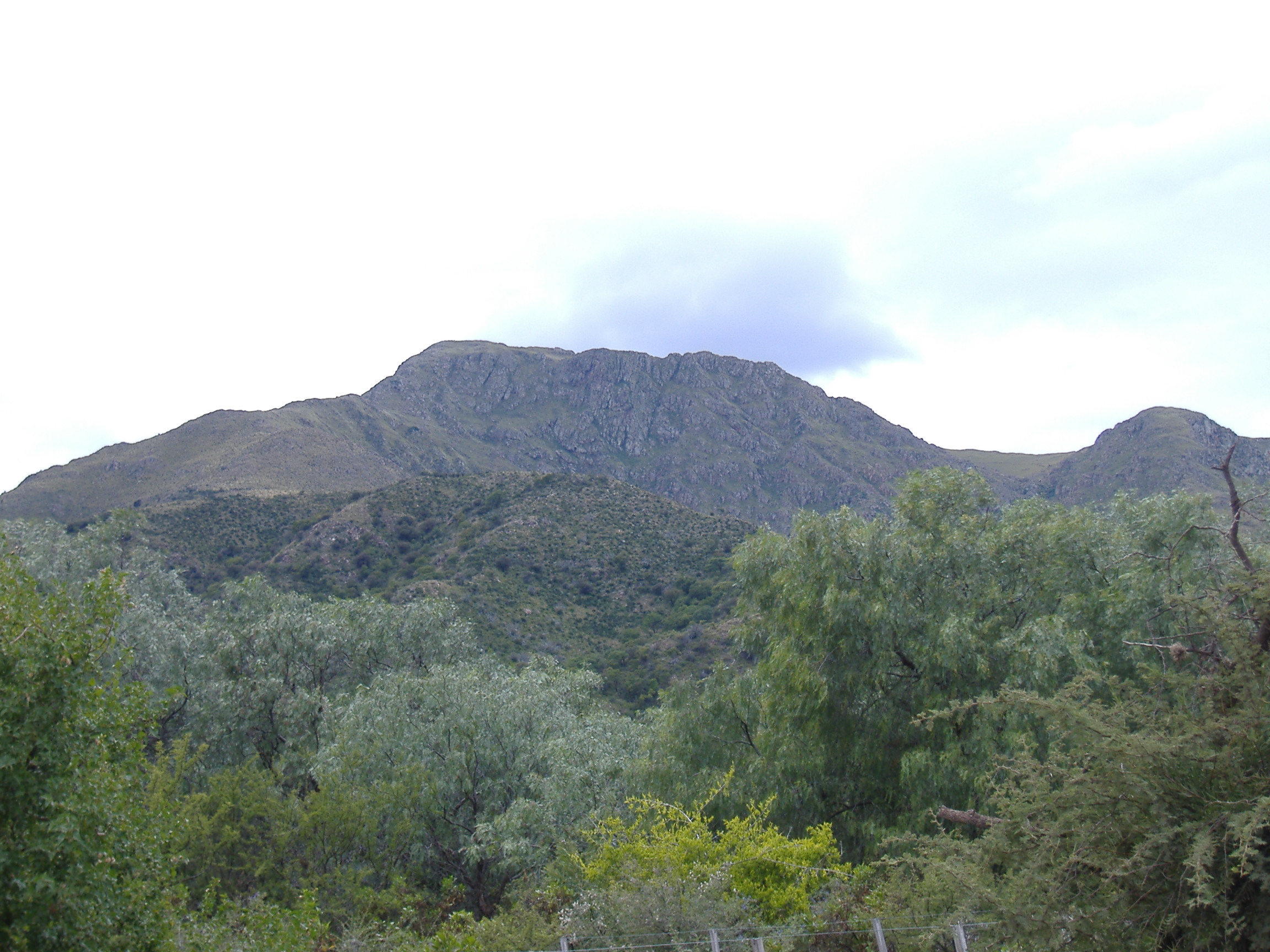
Cerro Uritorco, Capilla del Monte, Córdoba, Argentina; distrito fitogeográfico chaqueño serrano.

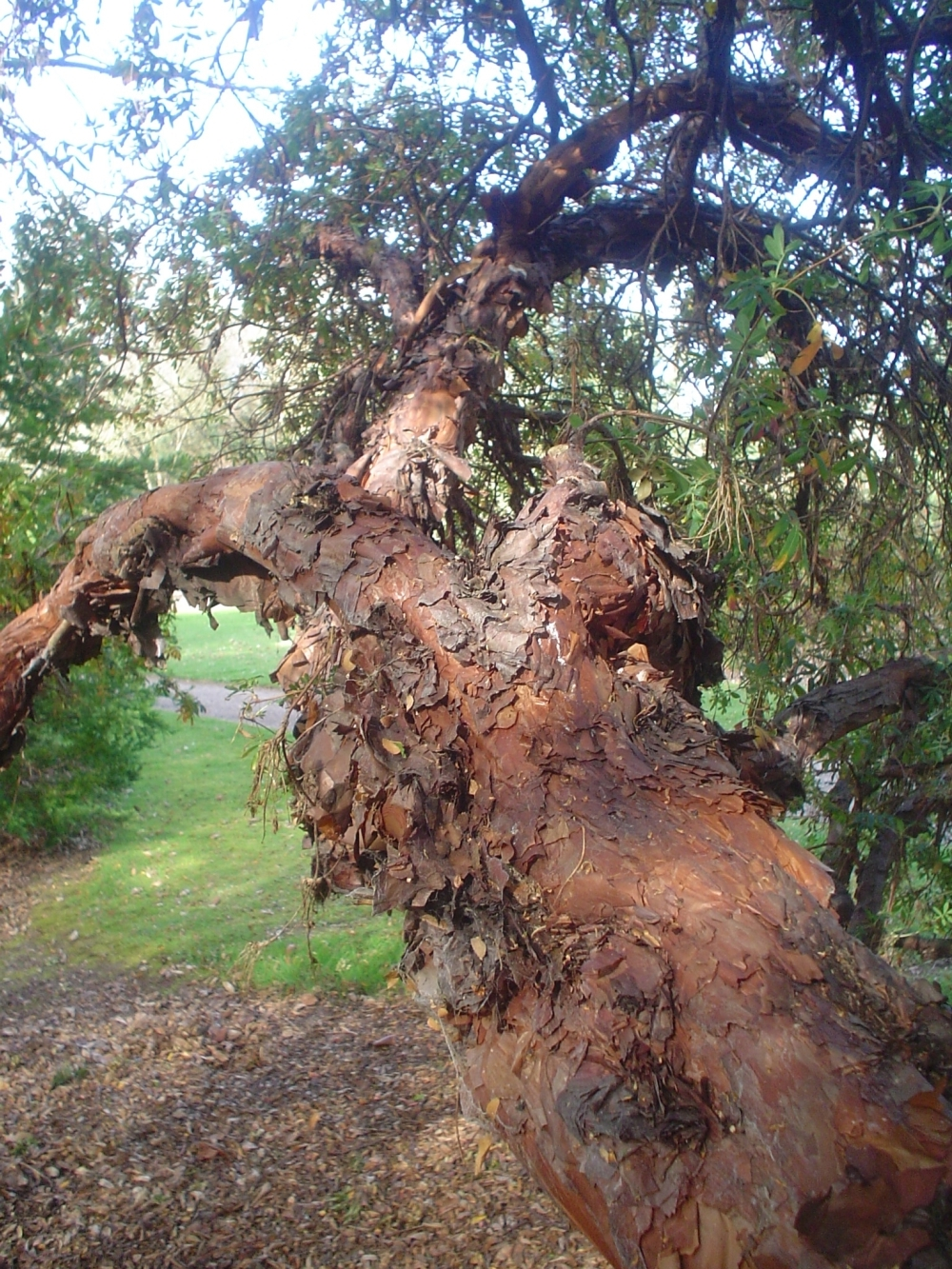
El tabaquillo (Polylepis australis), es un árbol característico de los bosques de elevada altitud de esta formación.

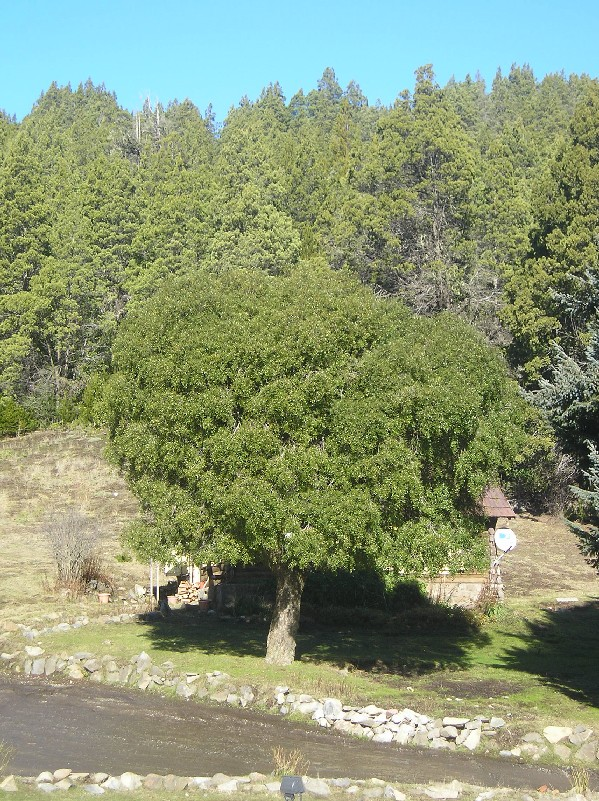
El maitén (Maytenus boaria), es un árbol característico de los bosques de elevada altitud de esta formación.

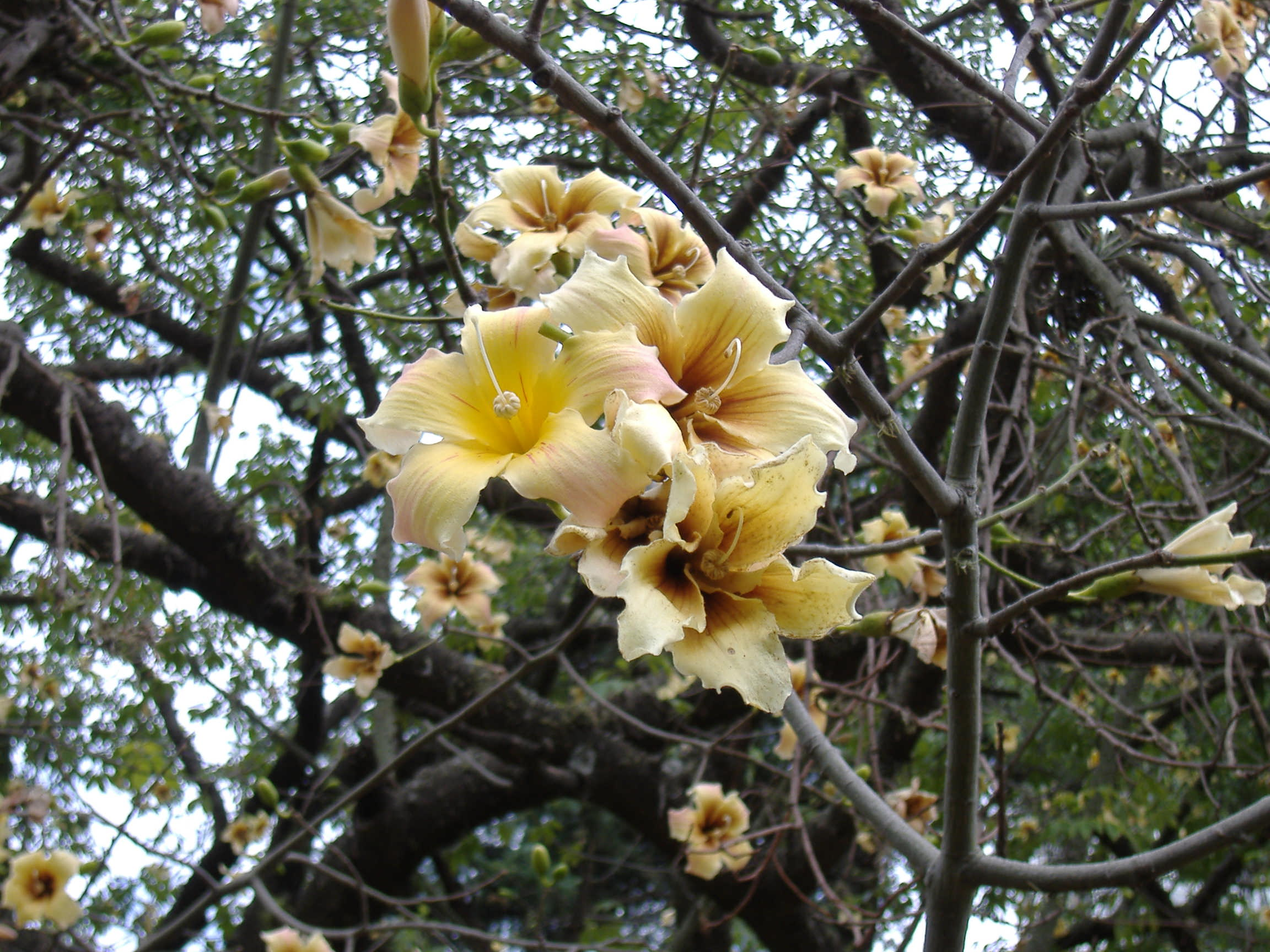
El yuchán (Ceiba chodatii), es un árbol característico de los bosques del sector norte de este distrito fitogeográfico.

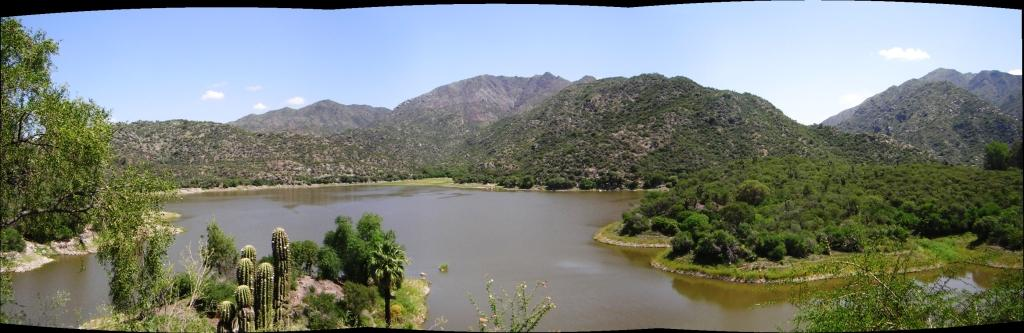
Dique San Agustín en Valle Fértil, San Juan, rodeado de bosques característicos de este distrito fitogeográfico.

El distrito fitogeográfico chaqueño serrano es uno de los distritos fitogeográficos en que se divide la provincia fitogeográfica chaqueña. Se extiende en el noroeste y centro-oeste de la Argentina, así como en pequeños sectores del sur de Bolivia. Incluye formaciones boscosas y arbustivas, con menor representación de especies xerófilas que en otros Distritos Chaqueños. Son abundantes las áreas de pastizales, generalmente en relación con altimetrías elevadas.

## Sinonimia
También es llamado: Chaco Serrano; y en relación con el contexto de la Provincia fitogeográfica: Formación del Chaco, Parque Chaqueño, Formación Chaqueña, Bosques y sabanas subtropicales, Chaco, Selvas y sabanas del Chaco, Bosque Chaqueño, Región del Chaco, etc.

## Distribución
Según la clasificación de Ángel Lulio Cabrera, este Distrito fitogeográfico se extiende sobre las laderas bajas de cerros y quebradas de las Sierras Subandinas y Pampeanas en las provincias de: Jujuy, Salta, Tucumán, Catamarca, La Rioja, el extremo este de San Juan —en la ladera oriental de la sierra de Valle Fértil y de la sierra de la Huerta—; el sur de Santiago del Estero; gran parte del oeste de Córdoba en las sierras de Serrezuela, Guasapampa, Pocho, el cordón de la Sierras Chicas el cual el valle de Punilla lo distancia de las Sierras Grandes, las que se prolonga hacia el sur en las Sierras de Comechingones, las que finalmente se extienden hasta el noreste de San Luis.
En la Argentina la altitud va desde los 500 m s. n. m. hasta más allá de los 2400 m s. n. m.
También se encuentra en sectores del centro-sur de Bolivia, a sotavento de la Cordillera Oriental, formando un conjunto de ecosistemas más o menos áridos conocidos como los valles secos. Este conjunto de fitocenosis va desde el departamento de Cochabamba hasta el de Tarija, con digitaciones en el extremo sur del departamento de La Paz. Altitudinalmente, el grueso de estas comunidades vegetales se localiza entre los 1500 y los 3000 m s. n. m., aunque en ciertos lugares baja hasta unos 1000 m s. n. m. y en otros asciende hasta los 3300 m s. n. m.

## Afinidades florísticas
Este distrito fitogeográfico guarda estrecha relación con el distrito fitogeográfico chaqueño árido y el distrito fitogeográfico chaqueño occidental, ambos también pertenecen a la provincia fitogeográfica chaqueña, son ellos los que lo reemplazan en sectores a menor altitud, al occidente y al norte respectivamente. También se relaciona con el distrito fitogeográfico del algarrobo de la provincia fitogeográfica del espinal. Los pisos altitudinales de mayor altura se relacionan con los bosques y pastizales del distrito fitogeográfico del bosque montano de la provincia fitogeográfica de las yungas, y con la provincia fitogeográfica pampeana.

## Suelos
En los cordones serranos más secos, siempre con afloramientos y pedregosidad superficial, se observan suelos "extragrados" líticos y para-líticos de los Ustortentes y de los Haplustoles, siendo más profundos o con tosca calcárea en algunos valles. También se encuentran suelos de zonas áridas: Aridisoles, Haplustoles torriorténticos, y Haplustoles arídicos; mientras que otros, los Calciustoles típicos, son ricos en carbonatos de calcio.
En los cordones serranos más húmedos, las formaciones rocosas están compuestas principalmente por granitos —rocas ígneas—, y rocas metamórficas entre las más comunes las migmatitas, esquistos, y los gneiss. Aquí los suelos son de escaso desarrollo, jóvenes, ubicados en el Orden taxonómico de los Entisoles, mayormente integrados por Ustortentes líticos y para-líticos; también Udoles serranos, destacando Hapludoles líticos y para-líticos. En algunos bordes se presentan suelos con rellenos sedimentarios de origen aluvial y coluvial, profundos y bien desarrollados, con alto contenido de materia orgánica.
Los suelos en las pampas altoserranas son Argiudoles, bien desarrollados, sobre profundos espesores de sedimentos loessoides, formados a partir de materiales residuales provenientes de la desintegración de granitos, gneises, etc. En pequeños sectores se encuentran mallines con suelos muy orgánicos.

## Relieve
El relieve es accidentado, compuesto por áreas de sierras constituidas por rocas graníticas, formaciones sedimentarias, metamórficas, afloramientos de areniscas y conglomerados rojos, etc. Se presentan abruptas y escarpadas laderas, paredones verticales, cañones, quebradas, valles intermontanos abiertos o encajonados, pampas de altitud suavemente onduladas, picachos, etc. Las vertientes occidentales son abruptas mientras que las orientales son más suaves. El ambiente serrano presenta las nacientes de múltiples cursos fluviales caracterizados por ser encajonados, de fuertes pendientes, y por presentar ollas, saltos, cascadas, rápidos, y valles sin relleno sedimentario.

## Clima
En este distrito fitogeográfico, la intrincada topografía determina una gran variedad de microclimas. Presenta precipitaciones marcadamente estivales, principalmente durante los meses de octubre a marzo, las que sus acumulados van desde unos 500 mm anuales hasta algo más de 800 mm. En el invierno, la elevada evapotranspiración potencial genera un claro déficit hídrico; ambos ítems muestran un aumento hacia el oeste. Las nevadas invernales son frecuentes en los pisos serranos superiores.
El clima térmico es continental. La temperatura media anual ronda los 18 °C. Incluye las regiones que presentan las máximas temperaturas absolutas de América del Sur, alrededor de 49 °C.
Los tipos climáticos característicos son Tierra fría media en la zona bajoserrana, con régimen hídrico monzónico a semiárido; y a mayor altitud, en la zona de pastizales altoserranos, pasa a Tierra fría alta, con régimen hídrico húmedo.

## Características
El distrito fitogeográfico se caracteriza por presentar una bosque que en su estado prístino era dominado por una especie endémica de quebracho (Schinopsis): el horco-quebracho o quebracho de la sierra, emparentado con el quebracho colorado santiagueño (Schinopsis lorentzii). La vegetación presenta profundas variaciones relacionadas con las precipitaciones, la latitud, el tipo de suelo, la altitud, la exposición de las laderas, etc. Las laderas orientadas hacia el este son más húmedas que las que miran en dirección al oeste. El desmonte, el sobrepastoreo, y los frecuentes incendios, generalmente impiden la presencia de comunidades en su estado prístino.

## Especies vegetales características
La vegetación se distribuye a lo largo del gradiente altitudinal formando «zonas de vida» o pisos, aunque esa secuencia está casi totalmente modificada por la actividad antrópica.
La comunidad climáxica de este distrito es el bosque xerófilo de horco-quebracho, molle de beber y coco en la zona bajoserrana; en algunos sectores abunda la palmera carandilla; mientras que a mayor altitud, ya en la zona altoserrana, dominan arbustales y luego las estepas herbáceas.

### Bosque xerófilo serrano
El bosque serrano se presenta entre los 500 y 1300 m s. n. m., formando una aureola que rodea los cordones de sierras de la zona sur; en la zona norte se ubica sólo en algunas laderas con determinadas características, en forma discontinua y con distintas fisonomías. La vegetación dominante en esta comunidad es el bosque de horco-quebracho.
Estrato emergenteEn este estrato crecen los árboles más grandes y altos, cuyos ejemplares tienen una altura de entre 15 y 25 metros (con especies que pueden alcanzar los 30 metros de altura) en el que domina el horco-quebracho o quebracho del cerro (Schinopsis marginata), especie prima hermana de los quebrachos colorados de las tierras bajas a los que reemplaza en esta altitud montana subtropical; con la altitud aparece otra nueva especie también como emergente, el aguaribay o gualeguay (Schinus areira); también aún siguen acompañando el quebracho blanco (Aspidosperma quebracho-blanco), el yuchán (Ceiba chodatii) — este último sólo en el sector norte del distrito—, el guayacán (Caesalpinia paraguariensis); etc.
Estrato del doselEste estrato, conformado por árboles de entre 10 metros de alto, es caducifolio y microfilo. Dominan el molle de beber (Lithraea molleoides), y el coco (Fagara coco); acompañan también los algarrobos, como el algarrobo negro (Prosopis nigra) y el algarrobo blanco (Prosopis alba); los talas (Celtis), el chañar (Geoffroea decorticans), la tusca (Acacia aroma), el viscote (Acacia visco), el lapacho amarillo chaqueño llamado comúnmente palo cruz (Tabebuia nodosa), el manzano del campo (Ruprechtia apetala), el mato (Myrcianthes cisplatensis), el mistol (Zizyphus mistol), etc.
Estrato intermedioConformado por pequeños árboles de hasta 5 metros de alto, encontramos especies como el sombra de toro (Jodina rhombifolia), el espinillo (Acacia caven,) especies de cactáceas de porte arbóreo como el quimil (Opuntia quimilo), y el ucle (Cereus validus), la palmera caranday (Trithrinax campestris), etc.
Estrato arbustivo o sotobosqueEntre los arbustos más frecuentes encontramos diversas especies de chilcas (Baccharis), muchas especies de cactáceas, entre ellas tunitas (Opuntia), y el cardoncito (Cereus aethiops), el shinqui (Mimosa farinosa), Aloysia tryphylla, Aloysia lycioides, Aloysia gratissima, Gymnosporia spinosa, Colletia spinosissima, Minthostachys verticillata, Vernonia squamulosa, el piquillín (Condalia microphylla), el piquillín de las sierras (Condalia montana), Flourensia, Eupatorium buniifolium, Lycium, Ophryosporus axilliflorus, la peperina (Minthostachys verticillata), Salvia tweediana, Lippia turbinata, el atamisqui (Atamisquea emarginata), Prosopis torquata, etc.
Estrato herbáceoEs denso solo en los claros o luego de incendios. Abundan gramíneas de los géneros Festuca, y Stipa, Jarava ichu, y buscando protección entre los arbustos espinosos Setaria, Gouinia; también Calceolaria parviflora, helechos como Polystychum montevidense, Pteridium arachnoideum, etc.
Estrato epifítico y muscinalNumerosas especies epifitas medran entre las ramas tapizadas de líquenes entre los que destacan Usnea barbata y Ramalina celastri. Las epifitas más comunes son varias especies de claveles del aire como Tillandsia capillaris, Tillandsia duratii, Tillandsia xiphioides; lorantáceas de los géneros: Phrygilanthus, Psitacanthus, Phoradendron, etc.
Estrato escandenteSobre las ramas de los árboles penden enredaderas, y lianas, entre las especies más frecuentes encontramos al tasi (Morrenia), el farolito (Philibertia gilliesii), las campanillas (Ipomoea purpurea y Ipomoea rubriflora), la mariposa del campo (Janusia guaranitica), el alvarillo del campo (Rhynchosia edulis), la enredadera de la papa (Anredera cordifolia), el mburucuyá común (Passiflora caerulea), el mburucuyá peludo (Passiflora morifolia), el peine de mono (Pithecoctenium cynanchoides), la sacha huasca (Dolichandra cynanchoides), la cologania (Cologania ovalifolia), el jazmín de las sierras (Mandevilla laxa), el jazmín amarillo (Mandevilla pentlandiana), Mutisia castellanosii var. comechingoniana, etc.

### Palmerales de carandilla
Una formación particular de las sierras cordobesas y puntanas son los palmerales de carandilla (Trithrinax campestris), palmera que se presenta formando agrupaciones monoespecíficas, aunque también es posible observarla intercalada como simple elemento componente del bosque anterior.

### Arbustal de altura
Por encima del bosque, dentro del gradiente altitudinal ascendente, y como paso intermedio entre el bosque y los pastizales se encuentra en altitudes intermedias una comunidad arbustiva conocida localmente con el nombre de romerillal, por su especie dominante: el romerillo (Baccharis aliena). Se extiende en forma continua por las laderas serranas generalmente desde los 1300 m s. n. m. hasta los 1700 m s. n. m., aunque puede descender hasta los 800 m s. n. m., y ascender hasta los 2000 m s. n. m.

### Pampas de altura
Si se sigue ascendiendo las laderas, por encima del romerillal y sobre los 1700 m s. n. m., se encuentran bosques propios, y luego estepas graminosas, llamadas localmente «pampas», sobre superficies más o menos planas que contrastan fuertemente con el escarpado paisaje circundante. También reciben el nombre de pastizales altoserranos, pampas de altitud, y prados alpinos. Ellas conforman toda una mixtura florística que salpica el paisaje de verdaderas islas fitogeográficas relícticas, las que aglutinan rasgos de la Puna húmeda, de los pastizales montanos de las yungas, de la provincia fitogeográfica Pampeana, sumando también algunas especies de la patagonia cordillerana, otras de origen andino, y muchos endemismos.
De 1000 a 1500 m s. n. m. predominan en ellos especies de linaje chaqueño, mientras que más allá de los 1800 m s. n. m. cerca del 50 % de las especies son de linaje andino-patagónico.
En estos pastizales de altura aparecen bosquecillos de quéñoa, llamado localmente tabaquillo (Polylepis australis), acompañado por el maitén (Maytenus boaria).
Se extienden por las laderas elevadas, altiplanos, y cumbres de los sistemas serranos de Córdoba, San Luis, este de Catamarca, de San Juan, y de La Rioja.
Especies principales: Trichloris pluriflora, Stipa tenuissima, Stipa pampagrandensis, Stipa neesiana, Stipa tricotoma, Stipa filiculmis, Stipa ichu, Stipa brachychaeta, Digitaria californica, Panicum molle, Panicum bergii, Diplachne dubia, Eragrostis lugens, Piptochaetium stipoides, Piptochaetium napostaense, Pappophorum elongatum, Festuca tucumanica, Festuca hieronymi, Gouinia latifolia, Elionurus tripsacodies, Cottea pappophoroides, la paja de puerto (Poa stuckertii), Deyeuxia hieronymi, Bouteloua curtipendula, Paspalum elongatum, Calceolaria teucrioides, Muhlenbergia peruviana, Carex fuscula, etc.

## Subdistritos fitogeográficos
Ateniéndonos a sus caracteres geográficos, a este Distrito fitogeográfico es posible subdividirlo en dos Subdistritos fitogeográficos.
Sierras subandinas
Sierras pampeanas